# Governatori romani della Gallia Comata

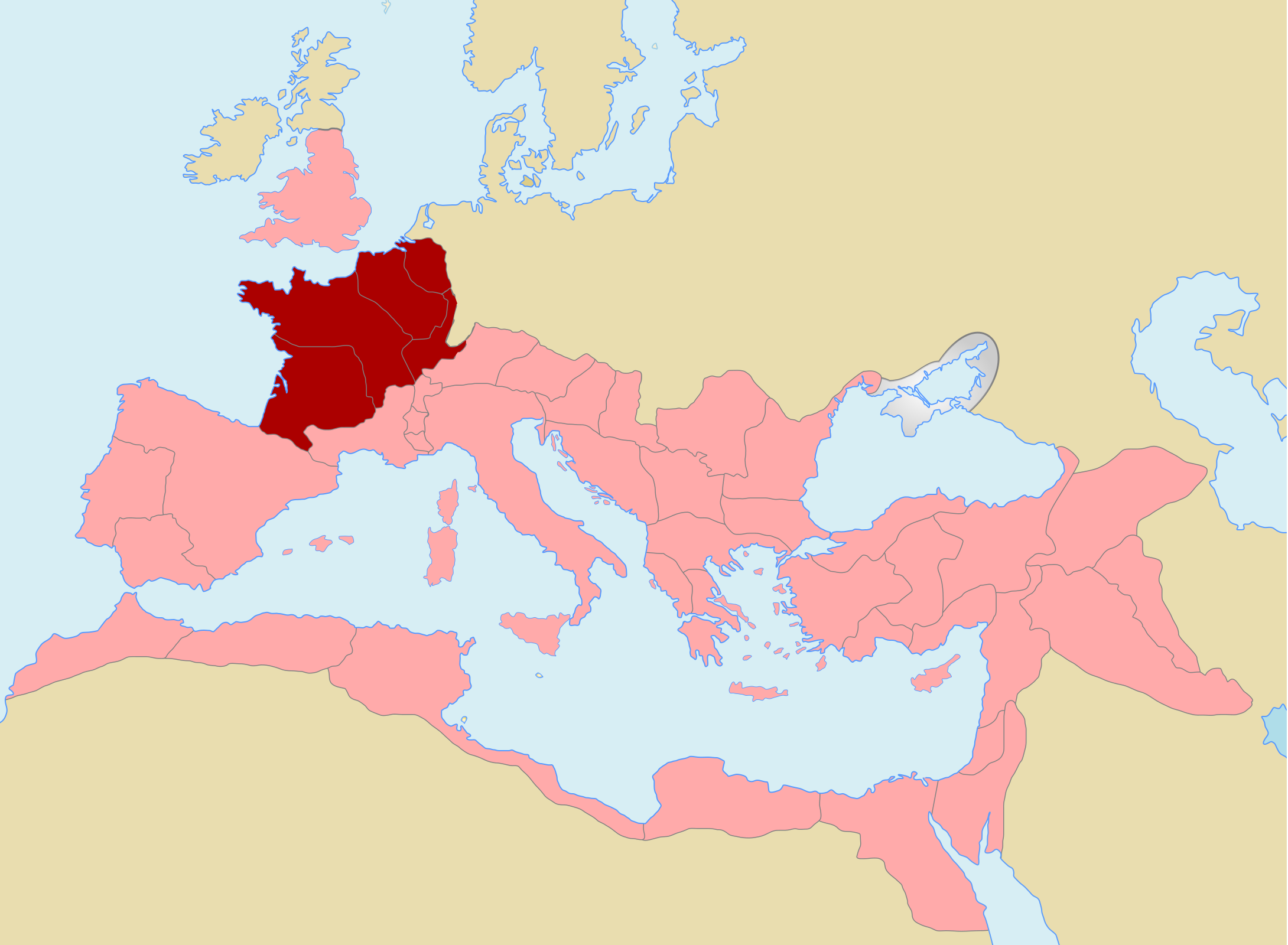
La provincia della Gallia Comata (in rosso) all'interno dell'Impero romano

Questa è la lista dei governatori romani della provincia romana della Gallia Comata, localizzata nei moderni stati di Francia, Paesi Bassi e Germania. Dopo la conquista di Gaio Giulio Cesare, la provincia venne elevata allo status di provincia romana nel 50 a.C.

## La provincia della Gallia Comata
A partire dal 50 a.C. la Gallia divenne una provincia romana e si operò per la romanizzazione dei Galli, attraverso anche la costruzione di cittadine, strade e acquedotti.
Amministrativamente, la Gallia fu inizialmente ripartita in quattro province: alla già esistente Gallia Narbonense (trasformata in provincia senatoria dal 22 a.C.) si aggiunse quella Comata o delle Tres Galliae. Le due province galliche, nel 27 a.C., non solo furono per un certo periodo amministrate da un unico governatore, ma anche trasformate in province imperiali sotto il diretto controllo del princeps. Non sappiamo con esattezza quando Augusto divise la Gallia Comata nelle tre sub-province (Tres Galliae), vale a dire dell'Aquitania, della Gallia lugdunense e della Gallia Belgica. Potrebbe essere avvenuto in una data compresa tra il 27 (primo soggiorno di Augusto in Gallia, dopo la vittoria su Antonio) e il 16/13 a.C. (secondo soggiorno).
È possibile che in questo periodo la Gallia Comata, divisa in tre sub-province, fosse governata da un unico governatore centrale (il legatus Augusti pro praetore, con sede a Lugdunum) e da tre praefecti Augusti sottoposti al controllo del governatore centrale delle tres Galliae.
Più tardi, forse subito dopo l'abbandono dei progetti espansionistici di occupazione della Germania Magna (attorno al 17 d.C.), Tiberio potrebbe aver istituito due distretti militari lungo il corso del Reno, le future province di Germania superiore e Germania inferiore.
| EVOLUZIONE DELLE PROVINCE TRES GALLIAE   | EVOLUZIONE DELLE PROVINCE TRES GALLIAE | EVOLUZIONE DELLE PROVINCE TRES GALLIAE | EVOLUZIONE DELLE PROVINCE TRES GALLIAE | EVOLUZIONE DELLE PROVINCE TRES GALLIAE | EVOLUZIONE DELLE PROVINCE TRES GALLIAE                                        | EVOLUZIONE DELLE PROVINCE TRES GALLIAE                                        | EVOLUZIONE DELLE PROVINCE TRES GALLIAE                                        | EVOLUZIONE DELLE PROVINCE TRES GALLIAE                                        | EVOLUZIONE DELLE PROVINCE TRES GALLIAE                                        | EVOLUZIONE DELLE PROVINCE TRES GALLIAE                                        | EVOLUZIONE DELLE PROVINCE TRES GALLIAE                                        |
| ---------------------------------------- | -------------------------------------- | -------------------------------------- | -------------------------------------- | -------------------------------------- | ----------------------------------------------------------------------------- | ----------------------------------------------------------------------------- | ----------------------------------------------------------------------------- | ----------------------------------------------------------------------------- | ----------------------------------------------------------------------------- | ----------------------------------------------------------------------------- | ----------------------------------------------------------------------------- |
| prima della conquista romana             | Gallia transalpina (Galli)             | Gallia transalpina (Galli)             | Gallia transalpina (Galli)             | Gallia transalpina (Galli)             | Gallia transalpina (Galli)                                                    | Gallia transalpina (Galli)                                                    | Gallia transalpina (Galli)                                                    | Gallia transalpina (Galli)                                                    | Gallia transalpina (Galli)                                                    | Germania Magna (Germani)                                                      | Germania Magna (Germani)                                                      |
| dal 50 a.C.                              | Aquitania                              | Aquitania                              | Celtica                                | Celtica                                | Celtica                                                                       | Belgica                                                                       | Belgica                                                                       | Belgica                                                                       | Belgica                                                                       | Germania Magna (Germani)                                                      | Germania Magna (Germani)                                                      |
| dal 16 a.C.                              | Gallia Aquitania (provincia romana)    | Gallia Aquitania (provincia romana)    | Gallia Lugdunensis (provincia romana)  | Gallia Lugdunensis (provincia romana)  | Gallia Belgica (provincia romana)                                             | Gallia Belgica (provincia romana)                                             | Gallia Belgica (provincia romana)                                             | Gallia Belgica (provincia romana)                                             | Gallia Belgica (provincia romana)                                             | Germania Magna (Germani)                                                      | Germania Magna (Germani)                                                      |
| dal 12 a.C. al 7 a.C.                    | Gallia Aquitania                       | Gallia Aquitania                       | Gallia Lugdunensis                     | Gallia Lugdunensis                     | Gallia Belgica (ampliata con il distr. militare della Germania fino al Weser) | Gallia Belgica (ampliata con il distr. militare della Germania fino al Weser) | Gallia Belgica (ampliata con il distr. militare della Germania fino al Weser) | Gallia Belgica (ampliata con il distr. militare della Germania fino al Weser) | Gallia Belgica (ampliata con il distr. militare della Germania fino al Weser) | Gallia Belgica (ampliata con il distr. militare della Germania fino al Weser) | Gallia Belgica (ampliata con il distr. militare della Germania fino al Weser) |
| dal 7 a.C. al 4 d.C.                     | Gallia Aquitania                       | Gallia Aquitania                       | Gallia Lugdunensis                     | Gallia Lugdunensis                     | Gallia Belgica                                                                | Gallia Belgica                                                                | Gallia Belgica                                                                | Gallia Belgica                                                                | Gallia Belgica                                                                | Germania (provincia romana fino al Weser)                                     | Germania (provincia romana fino al Weser)                                     |
| dal 4 al 9 d.C.                          | Gallia Aquitania                       | Gallia Aquitania                       | Gallia Lugdunensis                     | Gallia Lugdunensis                     | Gallia Belgica                                                                | Gallia Belgica                                                                | Gallia Belgica                                                                | Gallia Belgica                                                                | Gallia Belgica                                                                | Germania (provincia romana fino all'Elba)                                     | Germania (provincia romana fino all'Elba)                                     |
| dal 17 d.C.                              | Gallia Aquitania                       | Gallia Aquitania                       | Gallia Lugdunensis                     | Gallia Lugdunensis                     | Gallia Belgica (di cui facevano parte)                                        | Gallia Belgica (di cui facevano parte)                                        | Gallia Belgica (di cui facevano parte)                                        | Germania inf. (distr.militare)                                                | Germania sup. (distr.militare)                                                | Germania Magna (andata perduta)                                               | Germania Magna (andata perduta)                                               |
| dall'83                                  | Gallia Aquitania                       | Gallia Aquitania                       | Gallia Lugdunensis                     | Gallia Lugdunensis                     | Gallia Belgica (di cui facevano parte)                                        | Gallia Belgica (di cui facevano parte)                                        | Gallia Belgica (di cui facevano parte)                                        | Germania inferiore (scorporata)                                               | Germania superiore (scorporata)                                               | Germania Magna (Germani)                                                      | Germania Magna (Germani)                                                      |
| con la riforma di Diocleziano            | Aquitania I                            | Aquitania II                           | Lugdunensis I                          | Lugdunensis II                         | Belgica I                                                                     | Belgica II                                                                    | Belgica II                                                                    | Germania I                                                                    | Germania II                                                                   | Germania Magna (Germani)                                                      | Germania Magna (Germani)                                                      |
| da Costantino I (324) a Teodosio I (395) | Aquitania I                            | Aquitania II                           | Lugdunensis I                          | Lugdunensis II                         | Belgica I                                                                     | Belgica II                                                                    | Belgica II                                                                    | Germania I                                                                    | Germania II                                                                   | Germania Magna (Germani)                                                      | Germania Magna (Germani)                                                      |

## Lista di governatori
| Lista dei governatori romani della Gallia Comata | Lista dei governatori romani della Gallia Comata                                                   | Lista dei governatori romani della Gallia Comata                                                   | Lista dei governatori romani della Gallia Comata                                                   | Lista dei governatori romani della Gallia Comata                                                   |
| ------------------------------------------------ | -------------------------------------------------------------------------------------------------- | -------------------------------------------------------------------------------------------------- | -------------------------------------------------------------------------------------------------- | -------------------------------------------------------------------------------------------------- |
| Anno                                             | Gallia Comata                                                                                      | Gallia Comata                                                                                      | Gallia Comata                                                                                      | Gallia Comata                                                                                      |
| 58–49 a.C.                                       | Gaio Giulio Cesare (Cisalpina, Narbonensis e poi anche la Comata)                                  | Gaio Giulio Cesare (Cisalpina, Narbonensis e poi anche la Comata)                                  | Gaio Giulio Cesare (Cisalpina, Narbonensis e poi anche la Comata)                                  | Gaio Giulio Cesare (Cisalpina, Narbonensis e poi anche la Comata)                                  |
| 49 a.C.                                          | Lucio Domizio Enobarbo (come proconsole, per succedere a Cesare)                                   | Lucio Domizio Enobarbo (come proconsole, per succedere a Cesare)                                   | Lucio Domizio Enobarbo (come proconsole, per succedere a Cesare)                                   | Lucio Domizio Enobarbo (come proconsole, per succedere a Cesare)                                   |
| 48–46 a.C.                                       | Decimo Giunio Bruto Albino                                                                         | Decimo Giunio Bruto Albino                                                                         | Decimo Giunio Bruto Albino                                                                         | Decimo Giunio Bruto Albino                                                                         |
| 45 a.C.                                          | Aulo Irzio (insieme alla Gallia Narbonensis)                                                       | Aulo Irzio (insieme alla Gallia Narbonensis)                                                       | Aulo Irzio (insieme alla Gallia Narbonensis)                                                       | Aulo Irzio (insieme alla Gallia Narbonensis)                                                       |
| 44–43 a.C.                                       | Lucio Munazio Planco(come proconsole)                                                              | Lucio Munazio Planco(come proconsole)                                                              | Lucio Munazio Planco(come proconsole)                                                              | Lucio Munazio Planco(come proconsole)                                                              |
| 44–42 a.C.???                                    | Marco Antonio (Cisalpina e Comata) (come proconsole)                                               | Marco Antonio (Cisalpina e Comata) (come proconsole)                                               | Marco Antonio (Cisalpina e Comata) (come proconsole)                                               | Marco Antonio (Cisalpina e Comata) (come proconsole)                                               |
| 39–37 a.C.                                       | Marco Vipsanio Agrippa (come proconsole)                                                           | Marco Vipsanio Agrippa (come proconsole)                                                           | Marco Vipsanio Agrippa (come proconsole)                                                           | Marco Vipsanio Agrippa (come proconsole)                                                           |
| 35–34 a.C.                                       | Gaio Antistio Vetere (come legatus)                                                                | Gaio Antistio Vetere (come legatus)                                                                | Gaio Antistio Vetere (come legatus)                                                                | Gaio Antistio Vetere (come legatus)                                                                |
| 28–27 a.C.                                       | Marco Valerio Messalla Corvino (come ultimo proconsole)                                            | Marco Valerio Messalla Corvino (come ultimo proconsole)                                            | Marco Valerio Messalla Corvino (come ultimo proconsole)                                            | Marco Valerio Messalla Corvino (come ultimo proconsole)                                            |
| 27 (?)–26 a.C.                                   | Marco Vinicio (come primo legatus Augusti pro praetore?)                                           | Marco Vinicio (come primo legatus Augusti pro praetore?)                                           | Marco Vinicio (come primo legatus Augusti pro praetore?)                                           | Marco Vinicio (come primo legatus Augusti pro praetore?)                                           |
| 25-24 a.C.?                                      | Aulo Terenzio Varrone Murena (legatus Augusti pro praetore?)                                       | Aulo Terenzio Varrone Murena (legatus Augusti pro praetore?)                                       | Aulo Terenzio Varrone Murena (legatus Augusti pro praetore?)                                       | Aulo Terenzio Varrone Murena (legatus Augusti pro praetore?)                                       |
| 19 a.C.                                          | Marco Vipsanio Agrippa (come proconsole)                                                           | Marco Vipsanio Agrippa (come proconsole)                                                           | Marco Vipsanio Agrippa (come proconsole)                                                           | Marco Vipsanio Agrippa (come proconsole)                                                           |
| 17 a.C.                                          | Marco Lollio (legatus Augusti pro praetore)                                                        | Marco Lollio (legatus Augusti pro praetore)                                                        | Marco Lollio (legatus Augusti pro praetore)                                                        | Marco Lollio (legatus Augusti pro praetore)                                                        |
| 16–15 a.C.                                       | Tiberio (come legatus Augusti pro praetore)                                                        | Tiberio (come legatus Augusti pro praetore)                                                        | Tiberio (come legatus Augusti pro praetore)                                                        | Tiberio (come legatus Augusti pro praetore)                                                        |
| 14–9 a.C.                                        | Druso maggiore (come legatus Augusti pro praetore insieme alla Germania Magna fino al fiume Weser) | Druso maggiore (come legatus Augusti pro praetore insieme alla Germania Magna fino al fiume Weser) | Druso maggiore (come legatus Augusti pro praetore insieme alla Germania Magna fino al fiume Weser) | Druso maggiore (come legatus Augusti pro praetore insieme alla Germania Magna fino al fiume Weser) |
| 9–7 a.C.                                         | Tiberio (come legatus Augusti pro praetore insieme alla Germania Magna fino al fiume Weser )       | Tiberio (come legatus Augusti pro praetore insieme alla Germania Magna fino al fiume Weser )       | Tiberio (come legatus Augusti pro praetore insieme alla Germania Magna fino al fiume Weser )       | Tiberio (come legatus Augusti pro praetore insieme alla Germania Magna fino al fiume Weser )       |
| 6 a.C.–9 d.C.                                    | Governatori della Germania                                                                         | Governatori della Germania                                                                         | Governatori della Germania                                                                         | Governatori della Germania                                                                         |
| 9–12                                             | Tiberio (come proconsole insieme alla Germania Magna)                                              | Tiberio (come proconsole insieme alla Germania Magna)                                              | Tiberio (come proconsole insieme alla Germania Magna)                                              | Tiberio (come proconsole insieme alla Germania Magna)                                              |
| 13–16                                            | Germanico Giulio Cesare (come proconsole insieme alla Germania Magna)                              | Germanico Giulio Cesare (come proconsole insieme alla Germania Magna)                              | Germanico Giulio Cesare (come proconsole insieme alla Germania Magna)                              | Germanico Giulio Cesare (come proconsole insieme alla Germania Magna)                              |

Negli anni tumultuosi che seguirono la morte di Cesare e che giunsero alla creazione del secondo triumvirato, la Gallia fu governata da numerosi comandanti militari fino all'avvento di Marco Vipsanio Agrippa che ottenne il proconsolato della nuova provincia nel 39 a.C. Gli studiosi hanno prestato scarsa attenzione alla domanda sul perché la Gallia non abbia approfittato del disordine di Roma durante le guerre civili degli anni '40 e '30 per ribellarsi "in toto"; qualcuno ha ipotizzato che la popolazione fosse stata talmente decimata da non potersi permettere una nuova rivolta, anche se questa teoria appare assai improbabile tenuto conto del numero di abitanti dell'epoca. 
Nel 44 a.C., Antonio ottenne il proconsolato sia della Gallia cisalpina sia di quella Transalpina; la sua capacità di comprendere le popolazioni celtiche della Gallia, come dimostrano i suoi accordi con Commio, è ulteriormente avvalorata dalla volontà di un capo dei Sequani di portare Decimo Giunio Bruto Albino dalla sua parte. Questo Bruto aveva servito in Gallia sotto Cesare dal 56 a.C. o da prima. E sebbene la sua esperienza nelle relazioni con le popolazioni galliche fosse superiore a quella di Antonio, che aveva partecipato alla conquista della Gallia solo poco prima della battaglia di Alesia (52 a.C.), l'antipatia celtica nei suoi confronti fu forse dovuta al fatto che egli fosse uno dei cesaricidi ed avesse tradito lo stesso dittatore, visto come per i Celti risulta di estremo valore la lealtà verso i loro condottieri per i quali hanno giurato fedeltà assoluta.